# Carl Woldemar Becker

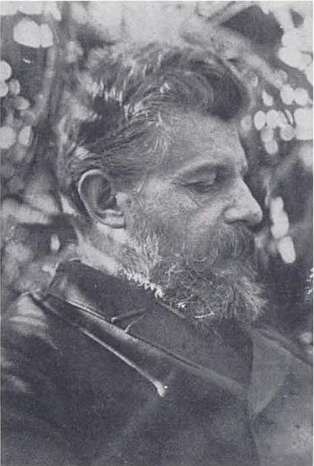
Carl Woldemar Becker um das Jahr 1895

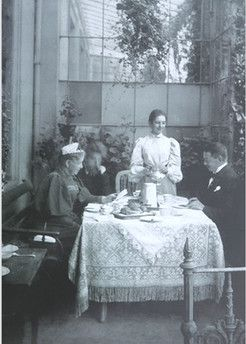
Carl Woldemar (links) hinter seiner Ehefrau Mathilde Becker, geborene von Bültzingslöwen (links) Paula Becker (stehend, Bildmitte) im Wintergarten in der „Schwachhauser Chaussee 23“; ihr Domizil von 1888–1899

Carl Woldemar Becker  (russisch Карл Вольдемар Беккер; * 31. Januar 1841 in Odessa; † 30. November 1901 in Bremen) war Eisenbahningenieur und Vater der Malerin Paula Modersohn-Becker sowie der jüngere Bruder des Attentäters Oskar Wilhelm Becker. Letzterer wurde bekannt durch das Attentat auf König Wilhelm von Preußen.

## Leben und Wirken
Carl Woldemar Becker war der Sohn von Paul Adam von Becker (* 8. Mai 1808 in Reval (Tallinn); † 20. April 1881 in Dresden) einem Professor und Direktor des französischen Lycée Richelieu in Odessa. Man verlieh seinem Vater den Titel „Wirklicher Kaiserlich Russischer Staatsrat“ (russisch действительный статский советник).
Paul Adam von Becker war dreimal verheiratet, die erste Ehefrau und Mutter von Paulas Vater war Elise Wilhelmine Becker, geborene Dörstling (* 10. Februar 1818 in Chemnitz; † 16. Januar 1844 in Odessa). Sie war eine Cousine 1. Grades.
Nach dem Tode der Mutter, Elise Wilhelmine Becker, wurden Carl Woldemar und dessen Bruder Oskar Anfang der 1850er Jahre wieder in Sachsen ansässig. Weitere Familienangehörige kamen hinzu und wurden ebenfalls in Dresden heimisch, so etwa Adam von Becker seit 1862 mit seiner dritten Frau, der Tante Wilhelmine (genannt Minna/Minchen Becker), dann Woldemars vier jüngere Halbgeschwister sowie von Seiten seiner Ehefrau Mathilde von Bültzingslöwen fünf Geschwister.
Der ältere Bruder von Carl Woldemar Becker war Oskar Becker (* 18. Juni 1839 in Odessa; † 16. Juli 1868 in Alexandria), der im Jahre 1861 ein Attentat auf den damaligen preußischen König Wilhelm von Preußen verübte.
Aus den Briefen, die Carl Woldemar Becker an seine Tochter Paula Modersohn-Becker richtete, ist bekannt, dass er sowohl Paris und Sankt Petersburg als auch London kannte und neben Russisch auch Französisch und Englisch sprach.
Carl Woldemar Becker hatte am Dresdener Polytechnikum sein Ingenieurstudium beendet und war dann von 1872 bis 1873 als Eisenbahningenieur in einem privaten Chemnitzer Ingenieurbüro tätig. Er verlegte, ab dem Jahre 1873, seinen Lebensmittelpunkt nach Dresden. Carl Woldemar Becker arbeitete dort als Bau- und Betriebsinspektor bei der Berlin-Dresdener Eisenbahn-Gesellschaft (Königlich Sächsische Staatseisenbahnen). Er war für den sächsischen Bauabschnitt der neuen Linie Dresden-Berlin verantwortlich.
Die ersten zwölf Lebensjahre lebte die Familie Becker in Dresden-Friedrichstadt, zunächst in der „Schäferstraße 59“, Ecke „Menageriestraße“ direkt ein Stockwerk über dem Kontor der Eisenbahngesellschaft.
Später, im Jahre 1876, zog die Familie in die „Friedrichstraße 29“. Ihr neues Domizil lag direkt gegenüber dem Krankenhaus Dresden-Friedrichstadt; die Familie Becker bezog das Erdgeschoss des einstöckigen Gebäudes. Ihm angegliedert waren ein großer Vorgarten und ein noch ausgedehnteres dahinterliegendes Gartengelände.
Durch die Verurteilung von Oskar Becker im Jahre 1861 war sein Bruder Carl Woldemar, Paulas Vater, Schwierigkeiten für die weitere berufliche Karriere ausgesetzt. Im Jahr 1888 zog die Familie nach Bremen. Carl Woldemar Becker konnte dort eine städtische Stelle als Baurat annehmen. Die Familie wohnte in der Hansestadt in einem „Haus an der Schwachhauser Chaussee 23“ (heute „Schwachhauser Heerstraße“). Das 2000 m² große Grundstück gehörte der Bremer Staatsbahn bzw. ab 1883 der Preußischen Staatseisenbahn, die der Familie in dem Haus eine Dienstwohnung einrichtete.
Später wirkte er in Bremen dann als Baurat der Staatseisenbahn. Im Jahre 1895 verlor er im Zuge des Abbaus bzw. weiteren Umstrukturierung (Umstrukturierung der Eisenbahndirektionen (1895), siehe auch Preußische Staatseisenbahnen) von Arbeitsplätzen bei der Bremischen Eisenbahn seinen Arbeitsplatz. Carl Woldemar Becker bemühte sich erneut in Sachsen um eine Beschäftigung, zunächst in Leipzig später in Dresden. Die Arbeitslosigkeit bzw. Frühpensionierung mit dreiundfünfzig Jahren zogen ihn in eine depressive Verstimmung. Im Jahre 1899 zog Carl Woldemar Becker mit seiner Familie innerhalb Bremens in ihr neues Domizil in die „Wachtstrasse 43“ um. Es war das Haus der Malerin und Kunstmäzenin Aline von Kapff.

## Familie und Herkunft
Sein Großvater Friedrich Wilhelm Becker (* 1773 in Oberlichtenau bei Pulsnitz; † 1847 in Kiew) war von Sachsen aus als Lehrer, später Professor für römische Literatur und Hofrat zunächst in das Baltikum und später in die Ukraine gezogen. Seine Ehefrau war Anna Margarethe Friederike Becker, geborene von Hueck.

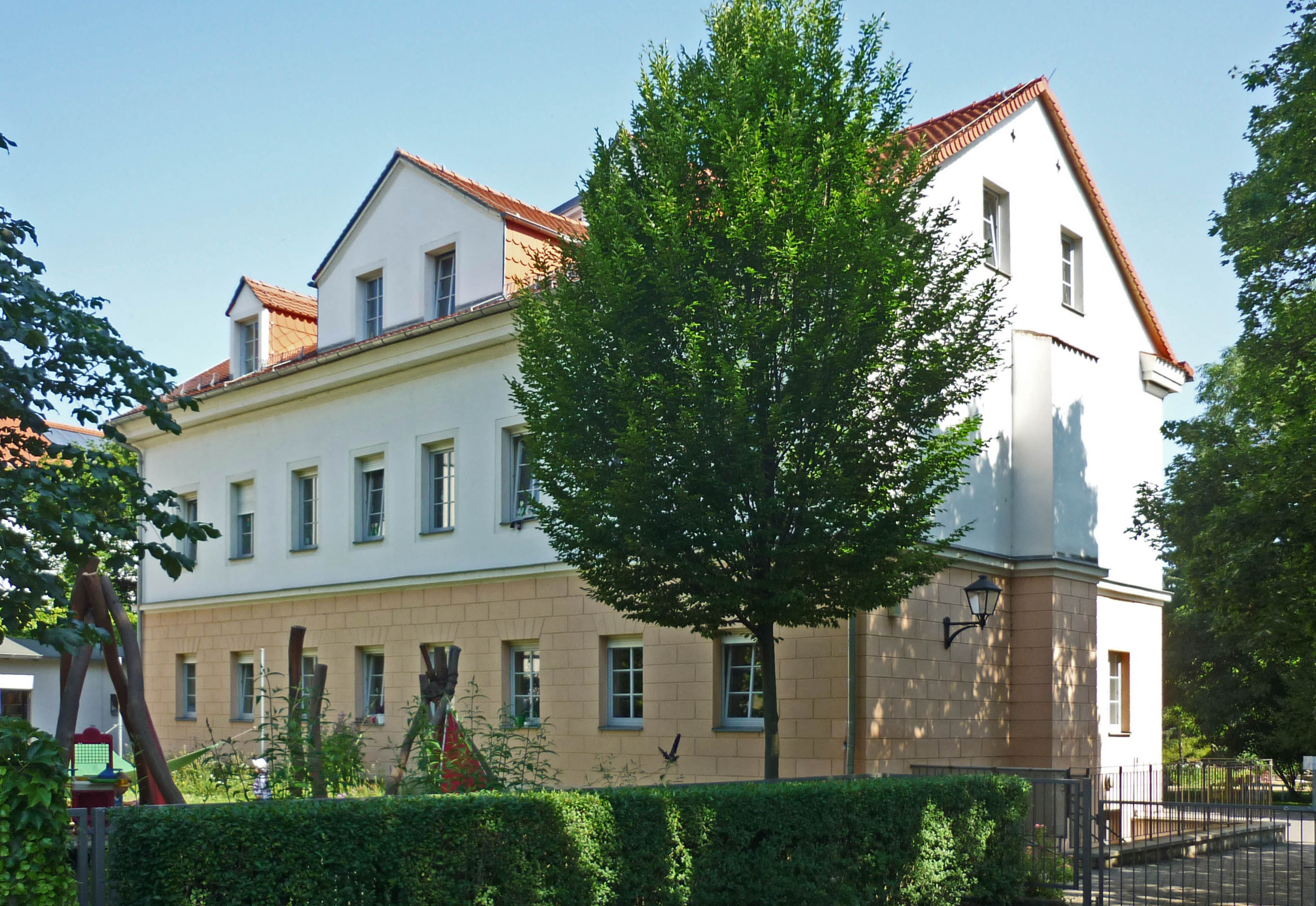
Dresden-Friedrichstadt: Carl Woldemar und Mathilde Becker lebten seit Mitte der 1870er Jahre in der „Friedrichstraße 29“ (heute trägt die „Friedrichstraße 29“ die Hausnummer „46“)

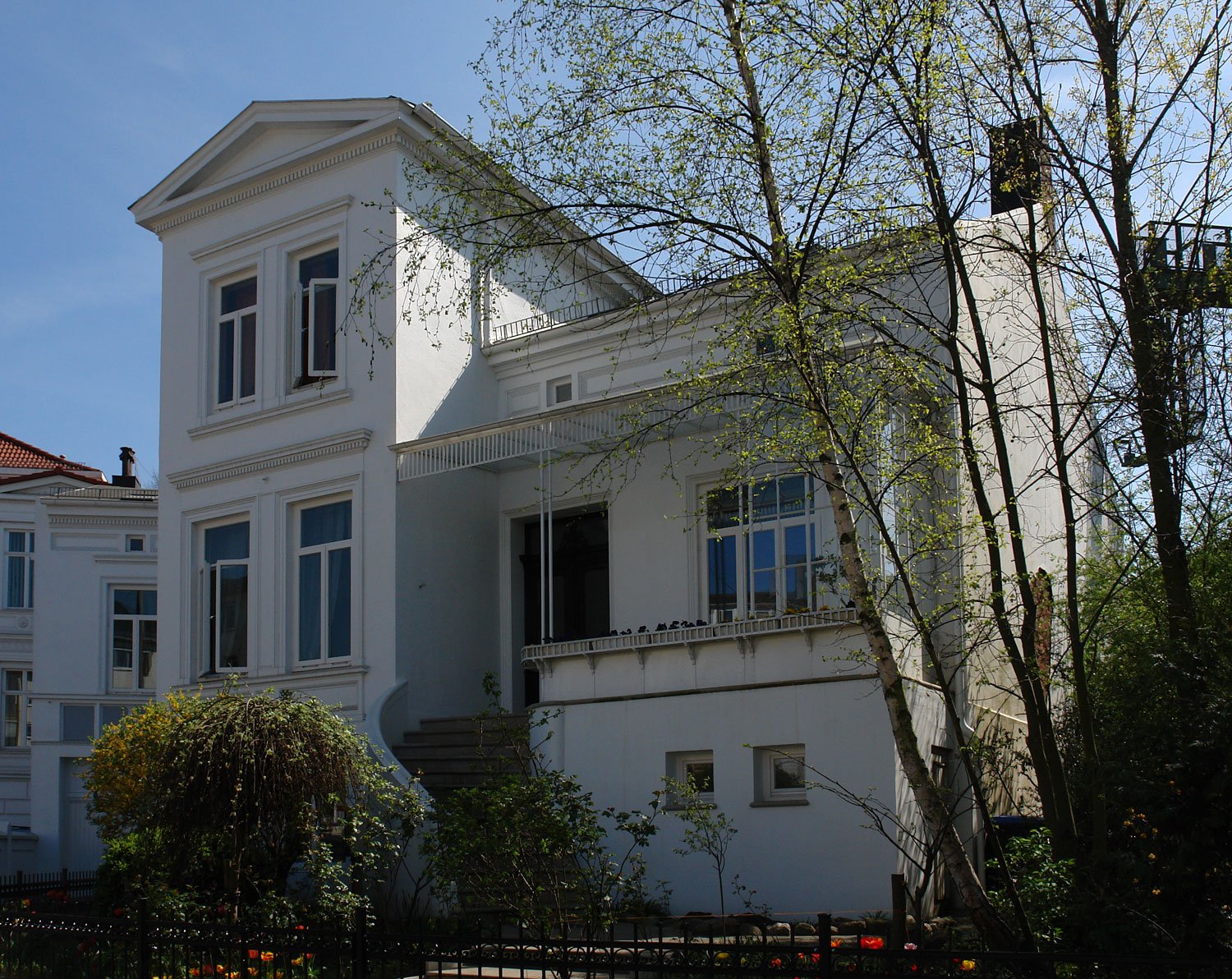
Bremen: Becker´sches Haus in der „Schwachhauser Chaussee 23“ (heute „Schwachhauser Heerstraße“)

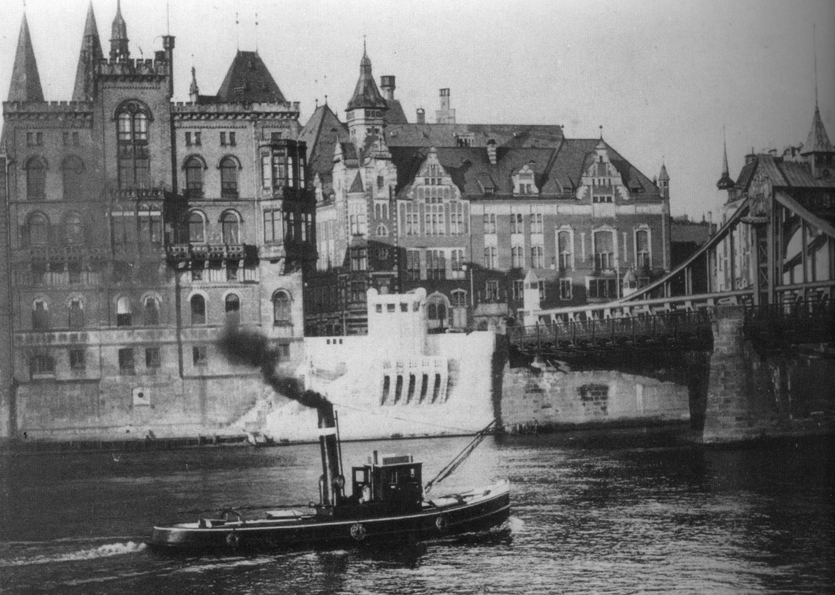
Haus der Familie von Kapff an der Großen Weserbrücke in der „Wachtstrasse 43“ (1907), hier wohnte die Familie seit 1899

Carl Woldemar Beckers Ehefrau war Mathilde (* 3. November 1852, Lübeck; † 22. Januar 1926, Bremen). Mathildes Vater war der deutsche Offizier und Geodät Ferdinand von Bültzingslöwen, ihre Großmutter Emilie Dorothea Sophie, geborene Lange (* 10. Oktober 1815; † 16. Januar 1896), war im Jahre 1896 verstorben. entstammte der thüringischen Adelsfamilie von Bültzingslöwen.
Die Familie seiner Ehefrau war ähnlich weltoffen. Mathilde von Bültzingslöwens Vater Ferdinand war im Ausland Kommandeur eines Truppenkontingents, zwei ihrer Brüder waren nach Indonesien, Neuseeland und Australien ausgewandert.
Carl Woldemar und Mathilde Becker waren seit dem Jahre 1871 verheiratet. Sie heirateten in Chemnitz. Folgende Kinder kamen zur Welt:
Im Haus Schäferstraße 59 in Dresden - Friedrichstadt:
- Kurt (1873–1948), später Dr. med. Kurt Becker-Glauch, Gerichtsarzt;[20][21][22][23] wurde noch in Chemnitz geboren.
- Bianca Emilie („Milly“) Becker (1874–1949), heiratete 1905 Johannes Rohland, einen Kaufmann aus Basel[24] und
- Minna Hermine Paula (1876–1907), Malerin

Im neuen Domizil in der Friedrichstraße 29:
- Günther Becker (1877–1928), Kaufmann in Australien
- Hans Becker († 1882), mit zwei Jahren an einer Lungenentzündung verstorben
- Herma Becker (1885–1963), Lehrerin an einer Oberschule, heiratete 1915 Moritz Weinberg und der Zwillingsbruder
- Harry („Henner“) Becker (1885–1949), Ausbildung beim Norddeutschen Lloyd geboren.[25]